# Grup dels cinc armenis
El Grup dels cinc armenis o Grup poderós d'Armènia (en armeni Mogutxa kutxka) va ser un grup de cinc compositors armenis nascuts entre 1920 i 1921, que van rebre la seva educació primària al grup de nens superdotats format a Yerevan el 1934, i que, després de graduar-se al Conservatori de Yerevan, van ser admesos al Conservatori de Moscou entre 1945 i 1946. Els seus principals líders van ser Aram Khatxaturian i Dmitri Xostakóvitx. El nom d'aquest grup va ser donat pel conegut musicòleg rus Iuri Korev, redactor en cap de Sovetskaya Muzyka, comparant-lo amb el famós Grup dels Cinc compositors russos. Quatre dels membres del grup van ser guardonats amb el títol d'Artista del Poble de l'URSS, Aleksandr Harutiunian i Arno Babadjanian també van ser guardonats amb el Premi Estatal de l'URSS a una edat primerenca.).

## Membres[2]
- Aleksandr Harutiunian, professor al Conservatori Estatal de Yerevan i director artístic de la Filharmònica Estatal d’Armènia (1954–1991)
- Arno Babadjanian, professor al Conservatori Estatal de Yerevan a partir del 1948, però va ser diagnosticat amb sarcoma i el 1956 va deixar el càrrec per traslladar-se a Moscou, on va continuar la seva carrera com a intèrpret i compositor.
- Edvard Mirzoyan, cap de la Unió de Compositors Soviètics Armenis (1956–1991)
- Ghazaròs Sarian, rector del Conservatori Estatal de Yerevan (1960–1986)
- Adam Khudoyan, secretari de la mateixa Unió (1971–1991)

El veterà de guerra Ghazaròs Sarian, a diferència dels altres, va participar en la Gran Guerra Patriòtica entre 1941 i 1945, i per això no va estudiar al Conservatori de Yerevan; es va graduar el 1950 al Conservatori Txaikovski de Moscou. Arno Babadjanian va obtenir títols tant al Conservatori de Yerevan (el 1947, com a estudiant extern) com al de Moscou (el 1948).

## Creació
Durant els anys 1940, Marietta Šaginjan va recórrer la RSS d’Armènia i va observar el talent dels joves compositors: «Harutiunian i Babadjanian són de Yerevan; Mirzoyan és originari de la ciutat de Gori. Cadascun d’ells ja mostra una “fisonomia” musical pròpia». Segons un crític de la Nezavíssimaia gazeta, aquest grup de compositors armenis «representa un quintet brillant de llarga col·laboració —humana i creadora— que es va reflectir en el món interior de cadascun d’ells i en la formació de la seva personalitat com a compositors».
L’any 1950, Harutiunian i Babadjanian van compondre conjuntament la Rapsòdia armènia i la van interpretar plegats a dos pianos. Un altre exemple de col·laboració —aquesta vegada entre Babadjanian i Sarian— és la música conjunta per a la pel·lícula La cançó del primer amor. També es coneix una interpretació conjunta del Ball ràpid de Mirzoyan pel mateix autor i Babadjanian.
Segons el pianista i musicòleg Shahan Arzruni, «en el món de la música, els membres de la Mogutxa kutxka armènia fundaren l’escola musical armènia».